# 노랑엉덩이잎귀쥐
노랑엉덩이잎귀쥐 또는 파타고니아잎귀쥐(Phyllotis xanthopygus)는 비단털쥐과에 속하는 설치류이다. 큰귀생쥐속에 속하는 종 중에서 가장 널리 분포한다.

## 특징
파타고니아잎귀쥐는 주로 회색빛 갈색 또는 모래빛을 주로 띠는 신대륙 살치류의 일종으로 성체가 되면 몸무게가 약 55g에 달한다. 큰귀생쥐속에서 비교적 큰 종이다. 털은 두껍고, 일반적으로 배 쪽이 연한 색을 띠고 뒷 쪽으로 갈수록 짙은 명암 역위형 보호색은 포식자로부터 위장을 하기 위해 대부분의 작은 포유류가 취하는 전형적인 방법이다. "잎귀쥐"라는 일반명에서 드러나는 것처럼, 큰귀생쥐속을 구성하는 다른 잎귀쥐와 유사한 넓은 삼각형 모양의 귀를 갖고 있다.